# 決定盤ジョン・レノン〜ワーキング・クラス・ヒーロー
『決定盤ジョン・レノン 〜ワーキング・クラス・ヒーロー』（けっていばんジョン・レノン 〜ワーキング・クラス・ヒーロー、WORKING CLASS HERO - THE DEFINITIVE LENNON）は、ジョン・レノンのベスト・アルバム。

## 概要
2005年に発表されたジョン・レノンの生誕65周年、没後25周年を記念して企画された。CD2枚組、全38曲のベスト・アルバム。日本のアーティストによるトリビュート・アルバム『HAPPY BIRTHDAY, JOHN』と同時発売。
ジョン没後のベスト・アルバムとしては1982年の『ジョン・レノン・コレクション』、1997年の『レノン・レジェンド 〜ザ・ヴェリー・ベスト・オブ・ジョン・レノン』に続く3作目。
前2作が基本的にオリジナル・マスターを使用したベスト盤だったが、このアルバムでは2000年以降作られたリミックス/リマスター版アルバムと同じものが使われている。一部DVD『レノン・レジェンド』用に作られたリミックス版が採用されている。また、1998年の『ジョン・レノン・アンソロジー』など没後の編集盤からも選曲されている。

## 収録曲

### Disc-1
1. スターティング・オーヴァー - (Just Like) Starting Over
2. イマジン - Imagine
3. ウォッチング・ザ・ホイールズ - Watching the Wheels
4. ジェラス・ガイ - Jealous Guy
5. インスタント・カーマ - Instant Karma!
6. スタンド・バイ・ミー - Stand By Me
7. 労働階級の英雄（ワーキング・クラス・ヒーロー） - Working Class Hero
8. パワー・トゥ・ザ・ピープル - Power to the People
9. オー・マイ・ラヴ - Oh My Love
10. オー・ヨーコ - Oh Yoko!
11. 愛の不毛 - Nobody Loves You (When You're Down and Out)
12. ノーバディ・トールド・ミー - Nobody Told Me
13. 果てしなき愛（ブレッス・ユー） - Bless You
14. カム・トゥゲザー（ライヴ） - Come Together
15. ニューヨーク・シティ - New York City
16. アイム・ステッピング・アウト - I'm Stepping Out
17. ユー・アー・ヒア - You Are Here
18. ボロード・タイム - Borrowed Time
19. ハッピー・クリスマス（戦争は終った） - Happy Xmas (War Is Over)

### Disc-2
1. ウーマン - Woman
2. マインド・ゲームス - Mind Games
3. アウト・ザ・ブルー - Out the Blue
4. 真夜中を突っ走れ - Whatever Gets You Thru the Night
5. ラヴ - Love
6. マザー - Mother
7. ビューティフル・ボーイ - Beautiful Boy (Darling Boy)
8. 女は世界の奴隷か! - Woman Is the Nigger of the World
9. ゴッド（神） - God
10. 心のしとねは何処 - Scared
11. 夢の夢 - #9 Dream
12. アイム・ルージング・ユー - I'm Losing You
13. 孤独 - Isolation
14. コールド・ターキー - Cold Turkey
15. インテューイション - Intuition
16. 真実が欲しい - Gimme Some Truth
17. 平和を我等に - Give Peace a Chance
18. リアル・ラヴ - Real Love
19. グロー・オールド・ウィズ・ミー - Grow Old With Me